# Emilia Jones
Emilia Annis I. Jones (* 23. února 2002, Westminster, Londýn) je britská herečka, zpěvačka a textařka. Nejvíce se proslavila ztvárněním hlavní role ve filmu V rytmu srdce z roku 2021 jako Ruby Rossi, ve kterém získala nominaci na BAFTA za nejlepší herečku. Je také známá tím, že hraje Kinsey Locke v sérii Netflix Zámek a klíč (od 2020), přičemž má také další rané role v televizi, jako jsou Pán času a Utopia, a hlavní postavy ve filmech jako Brimstone, Ghostland a Horrible Histories. Účinkovala také v několika divadelních inscenacích ve West Endu v Londýně.

## Raný život
Emilia Jones je dcerou velšského zpěváka a televizního moderátora Aleda Jonese a jeho anglické manželky Claire Fossett. Má jednoho mladšího bratra, Lucase Jonese.

## Kariéra
Její herecká kariéra začala v roce 2010, ve věku 8 let, kdy se objevila jako Jasmine ve filmu Jeden den. Ztvárnila Alici v dramatu Channel 4 Utopia a později téhož roku hrála mladou královnu let Merry Gejelh v epizodě britského televizního seriálu Pán času „The Rings of Akhaten“ (2013). Boston Standard ji chválil za to, že „odváděla své scény sebevědomě“ a že „skutečně prodávala Merryinu směs naivity, znalostí a dětského strachu“, zatímco web Zap2It chválil její výkon za to, že „je na místě.“ Měla malé role ve filmech Jeden den (2011) a Piráti z Karibiku: Na vlnách podivna (2011).
V roce 2011 debutovala v divadle poté, co hrála mladou princeznu Fionu v původním obsazení muzikálu Shrek v Theatre Royal, Drury Lane. V roce 2013 se objevila ve scénické adaptaci Rebeccy Lenkiewiczové The Turn of the Screw od Henryho Jamese. Roli devítileté Flory zastávala s dalšími dvěma dívkami, které se každou noc střídaly. Po svém vystoupení na novinářské noci poznamenala: „Nepřipadá mi to děsivé, jen mi to připadá tak zábavné... miluji každý kousek.“
V prosinci 2018 bylo oznámeno, že byla obsazena jako Kinsey Locková, jedna z hlavních postav fantasy seriálu Netflix Zámek a klíč (od 2020). První série byla vydána 7. února 2020. To zvýraznilo její první hlavní roli v televizním seriálu. Role Kinsey ji přitahovala kvůli vyhlídce, že bude moci hrát dvě verze stejné postavy: Kinsey předtím, než odstraní svůj strach, a Kinsey poté, co odstraní svůj strach. V rozhovoru prohlásila: „Tohle pro mě bylo jedno z nejlepších natáčení, jaké jsem kdy udělala. Herci a štáb jsou neuvěřitelní a naprosto je zbožňuji.“
V roce 2021 hrála v komediálně-dramatickém filmu V rytmu srdce na Apple TV+ jako Ruby Rossi, jediná slyšící členka její rodiny, která sní o tom, že půjde na Berklee. Aby mohla hrát roli, strávila devět měsíců během natáčení seriálu Zámek a klíč rozsáhlým učením znakové řeči a zároveň se naučila ovládat profesionální rybářský trawler. Film měl premiéru 28. ledna 2021 na filmovém festivalu Sundance, kde jej koupil Apple za 25 milionů dolarů. Film měl premiéru na Apple TV+ dne 13. srpna 2021, přičemž film získal velmi kladnou recenzi.
Jejím připravovaným filmem je psychologický thriller s názvem Cat Person v režii Susanny Fogel.

## Filmografie

### Filmy
| rok  | název                                         | role                         | režisér                    |
| ---- | --------------------------------------------- | ---------------------------- | -------------------------- |
| 2011 | Piráti z Karibiku: Na vlnách podivna          | Anglická holka               | Rob Marshall               |
| 2011 | Jeden den                                     | Jasmine Mayhew (2007 a 2011) | Lone Scherfig              |
| 2014 | What We Did on Our Holiday                    | Lottie McLeod                | Andy Hamilton a Guy Jenkin |
| 2015 | Youth                                         | Frances                      | Paolo Sorrentino           |
| 2015 | High-Rise                                     | Vicky                        | Ben Wheatley               |
| 2016 | Brimstone                                     | Joanna                       | Martin Koolhoven           |
| 2018 | Ghostland                                     | mladý Beth Keller            | Pascal Laugier             |
| 2018 | Patrick                                       | Vikki                        | Mandie Fletcher            |
| 2018 | Two for Joy                                   | Vi                           | Tom Beard                  |
| 2019 | Nuclear                                       | Emma                         | Catherine Linstrum         |
| 2019 | Horrible Histories: The Movie – Rotten Romans | Orla                         | Dominic Brigstocke         |
| 2021 | V rytmu srdce                                 | Rubby Rossi                  | Sian Heder                 |
| TBA  | Cat Person                                    | Margot                       | Susanna Fogel              |

### Televize
| rok        | show            | role                         | poznámka                        |
| ---------- | --------------- | ---------------------------- | ------------------------------- |
| 2011       | House of Anubis | mladá Sarah Frobisher-Smythe | 8 epizod                        |
| 2013       | Pán času        | Merry Gejelh                 | Epizoda: „The Rings of Akhaten“ |
| 2013-2014  | Utopia          | Alice Ward                   | 8 epizod                        |
| 2014       | Residue         | Charlotte Jones              | Sezóna: série 1, epizoda 1      |
| 2015       | Wolf Hall       | Anne Cromwell                | Epizoda: „Three Card Trick“     |
| 2020-dosud | Zámek a klíč    | Kinsey Locková               | Hlavní role                     |

### Hudební videa
| rok  | umělec     | název                   |
| ---- | ---------- | ----------------------- |
| 2020 | JC Stewart | „I Need You to Hate Me“ |

## Divadlo
| rok       | show              | role        | divadlo                   |
| --------- | ----------------- | ----------- | ------------------------- |
| 2011-2012 | muzikál Shrek     | mladá Fiona | Theatre Royal, Drury Lane |
| 2013      | Turn of the Screw | Flora       | Almeida Theatre           |
| 2014      | Far Away          | Joan        | Young Vic                 |